# Guido Bellido
Guido Bellido Ugarte (Livitaca, 7 agosto 1979) è un politico peruviano.

## Biografia
Guido Bellido è nato nel distretto di Livitaca, nella regione di Cusco, il 7 agosto 1979 da una famiglia quechua. Studia e consegue un baccalaureato nel 2015 in ingegneria elettronica all'Università Nazionale di Sant'Antonio Abate di Cusco. Riceve poi un master in economia presso la stessa università.

### Carriera politica
Entra in politica all'interno del partito Arriba Perú Adelante, dove rimane fino al 2018. Si unisce poi al partito Perù Libero nel quale occupa il ruolo di segretario generale regionale della città di Cusco. 
Alle elezioni parlamentari del 2020 si candida al Congresso del Perù per la circoscrizione di Cusco, non venendo eletto. L'anno successivo, alle elezioni generali, risulta invece il vincitore del seggio sempre all'interno del partito Perù Libero.
Il 29 luglio dello stesso anno, da poco divenuto membro del parlamento, viene nominato dal capo dello Stato Pedro Castillo presidente del Consiglio dei ministri. La nomina di Guido Bellido come primo ministro scatena numerose proteste nel paese sudamericano, in quanto al momento d'inizio mandato era già sotto accusa per aver pronunciato frasi sessiste e per istigazione al terrorismo.
Poco più di due mesi dopo il presidente Castillo lo invita alle dimissioni. Lascia quindi l'incarico il 6 ottobre, venendo sostituito dalla politica Mirtha Vásquez.